# Kiyohide Kuwata
Kiyohide Kuwata (桑田健秀?, Kuwata Kiyohide; Tokyo, 3 gennaio 1953) è un ex cestista e allenatore di pallacanestro giapponese.

## Carriera
Con il Giappone ha partecipato ai Giochi olimpici di Montréal 1976, segnando 18 punti in 5 partite.